# Marsu Productions
Marsu Productions est une maison d'édition monégasque de bande dessinée créée par Jean-François Moyersoen en 1986.
En 1986, Jean-François Moyersoen convainc son ami André Franquin de donner au Marsupilami, alors personnage secondaire des aventures de Spirou et Fantasio, sa propre série. C'est le jackpot : le premier album du Marsupilami est vendu à plus de 600 000 exemplaires, et ce succès ne faiblira pas.
En 1993, Marsu Productions achète à Franquin les droits de Gaston Lagaffe.
En mars 2013, les éditions Dupuis prennent le contrôle de Marsu Productions. Les œuvres de Marsu Productions seront progressivement ajoutées au catalogue Dupuis au cours de l'année 2014.